# Галкино (Дзержинский район)
Галкино (ранее Никольское) — деревня в Дзержинском районе Калужской области России. Административный центр сельского поселения «Деревня Галкино».

## География
Южнее Галкино проходит граница национального парка «Угра». Лесной массив площадью 6208 га между деревнями Галкино, Люблинка, Никольское, Бели, Шеняно-Слобода, Дубинино носит название «Галкинский лес». В лесу встречаются редкие растения прострел и ятрышник пятнистый. Обитают лось, кабан, косуля, барсук, лисица, куница, заяц-беляк, белка, глухарь, тетерев.

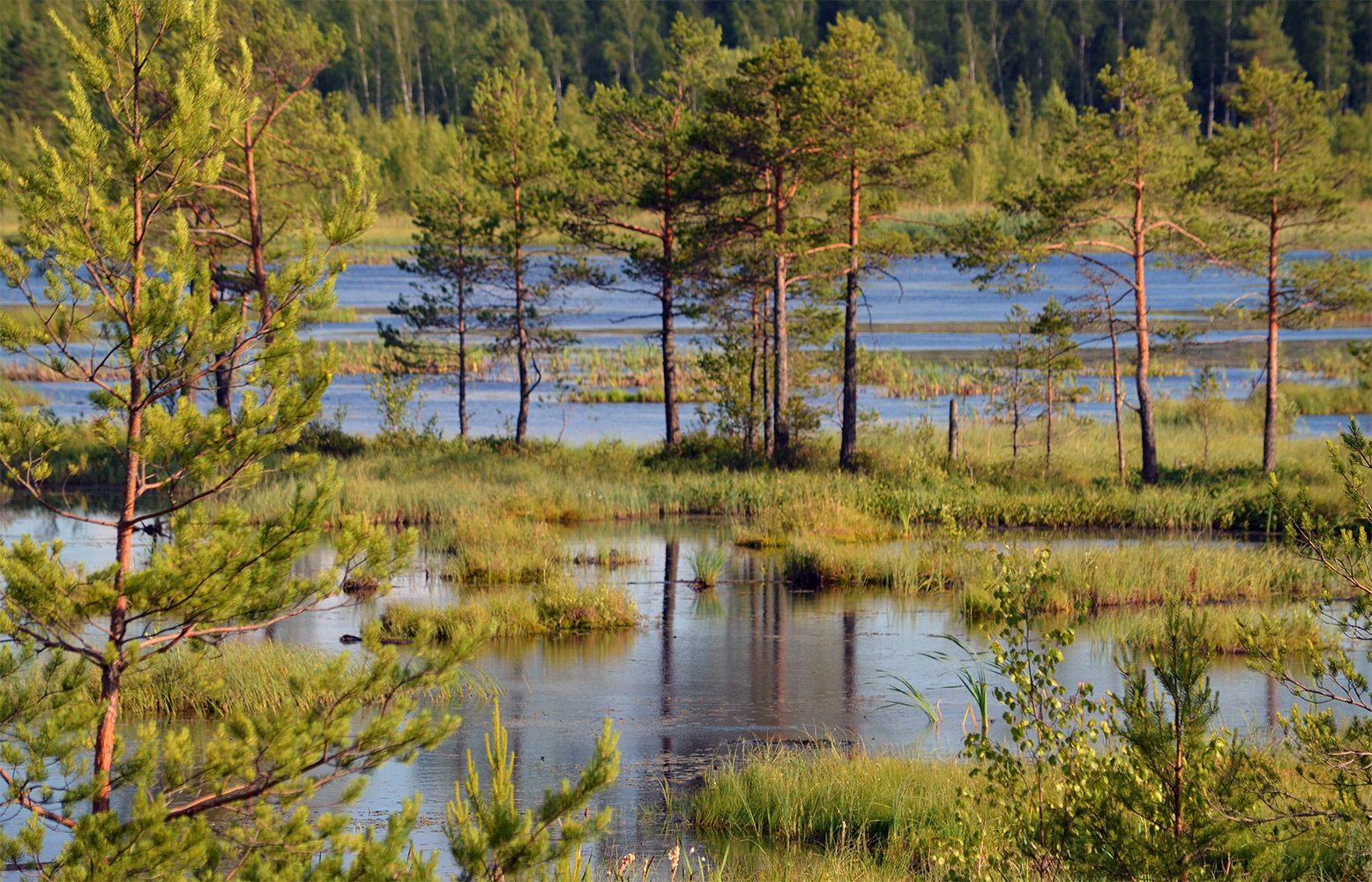
Галкинское болото
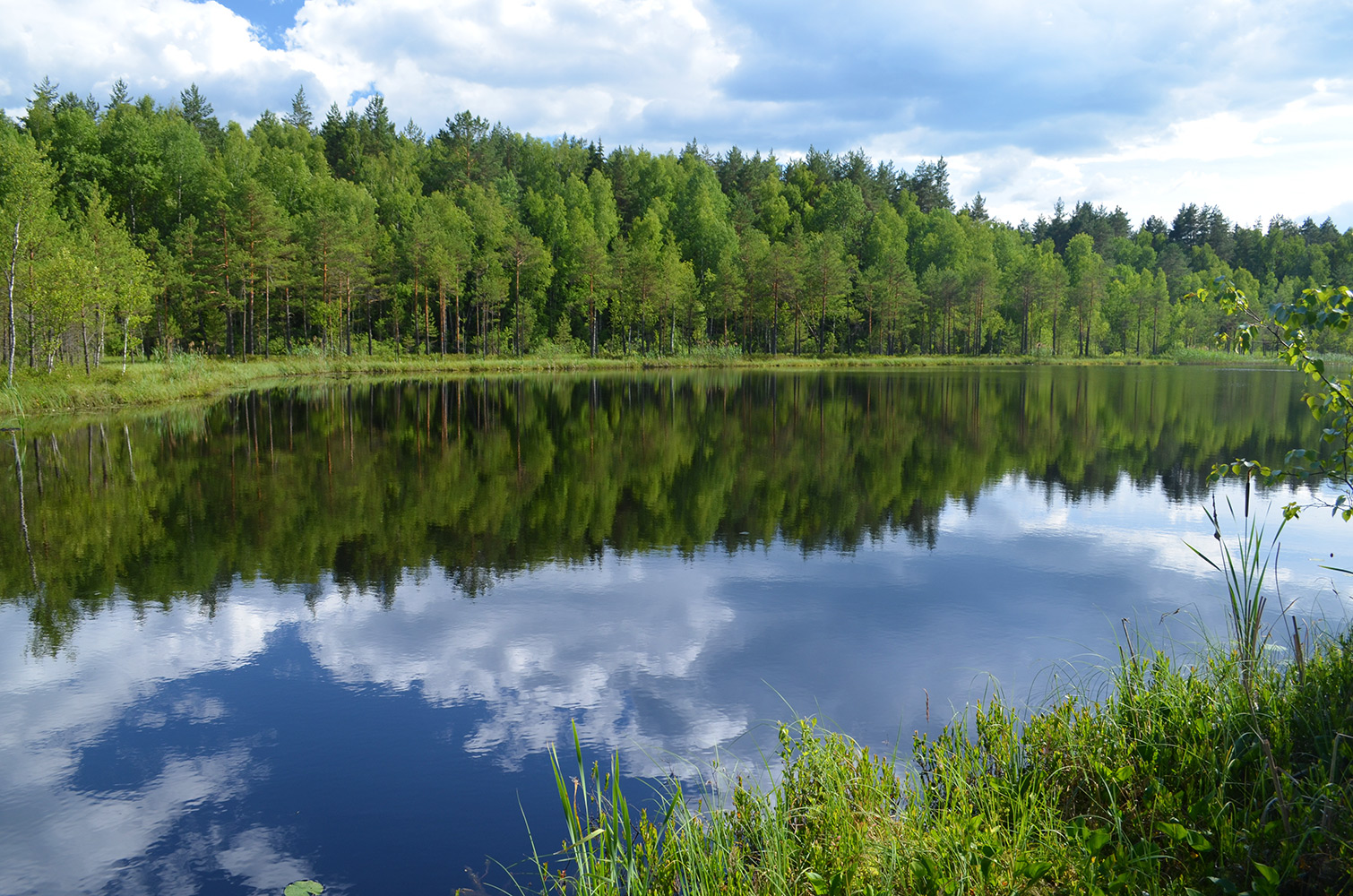
Бучкино болото
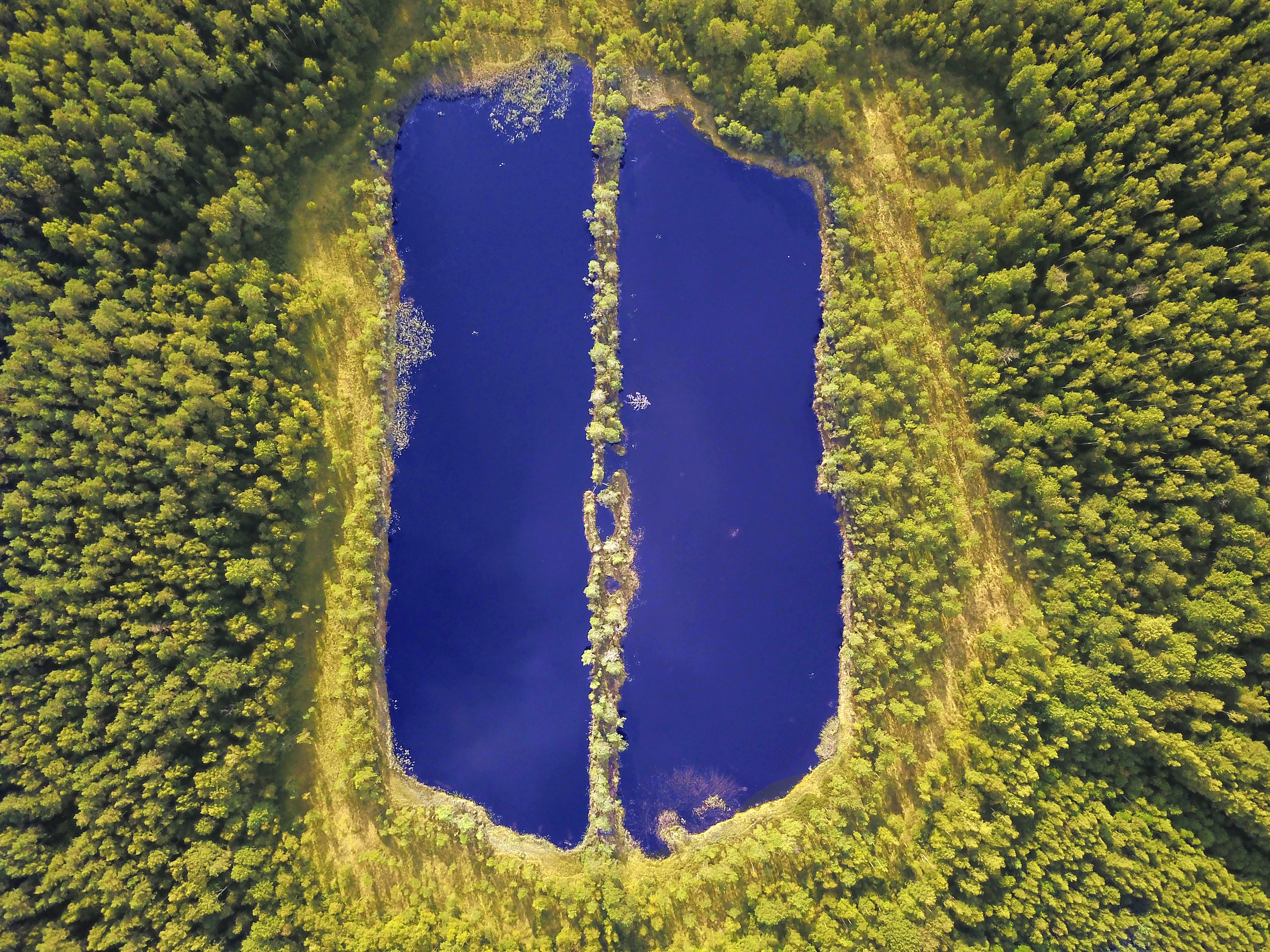
Бучкино болото с высоты

В Галкинском лесу к юго-востоку от деревни располагается Галкинское болото, а к югу — Бучкино болото. Водоёмы на них имеют искусственное происхождение — ранее здесь велась разработка торфа. Галкинское болото имеет статус Ключевой орнитологической территории (КОТР) регионального значения, в Калужской области это одно из наиболее крупных мест гнездования сизой чайки и речной крачки.

## Население
| 2002 | 2010 |
| ---- | ---- |
| 287  | ↘272 |

В 1859 году в Галкино насчитывалось 56 крестьянских двора, с общей численностью 444 человека крепостных крестьян.

## История
Входило в состав Медынского уезда. Располагавшаяся в Галкино усадьба была одной из старейших в Калужской губернии. В XVII—XVIII веках усадьбой владели Чернышёвы. Во второй половине XVII века — вотчинник Пётр Чернышёв, затем до середины XVIII века — его сын, московский генерал-губернатор граф Григорий Петрович Чернышёв. За ним имение унаследовал его сын, дипломат граф Пётр Григорьевич Чернышёв. Его вдова Е. А. Чернышёва (в девичестве Ушакова) владела усадьбой до смерти в 1779 году. Впрочем, она всё ещё значится хозяйкой имения по описанию 1782 года: «Село Никольское, Галкино тож и Костино принадлежали графине Екатерине Андреевне Чернышевой. По обе стороны реки Незавейка два пруда, в Костино каменная, в Никольском деревянная церковь, дом господский деревянный, при нём плодовые сады». Их дочь Д. П. Чернышёва была замужем за генерал-фельдмаршалом И. П. Салтыковым, ему Галкино принадлежало до 1805 года. Имение унаследовала и владела им в первой трети XVIII века его дочь А. И Орлова. В XVIII веке совладельцами усадьбы также являлись стольники знатного рода Бобрищевы-Пушкины. Затем хозяйкой усадьбы стала сестра Анны Ивановны П. И. Мятлева, чей сын Иван Петрович Мятлев известен как поэт и крупный чиновник. Следующим владельцем имения после смерти Прасковьи Ивановны стал старший сын И. П. Мятлева Пётр. В 1898 году площадь имения составляла 8680 десятин. На тот момент хозяином усадьбы являлся уже внук поэта Иван Петрович Мятлев, коллежский асессор, в 1913 году он был егермейстером Его высочайшего двора.
Усадьба располагалась за прудами от деревни, слева от дороги на Кондрово и Калугу. Напротив через дорогу стояла церковь Николая Чудотворца. Мятлевы разбили в усадьбе регулярный и пейзажный парки, сохранялся плодовый сад. Деревянный усадебный дом располагался между парками, которые были спланированы вдоль направленной на середину дома оси. Каменный двухэтажный флигель в стиле классицизма был построен в начале XIX веке, позже подвергся перестройкам, имевшийся балкон утрачен. Здание сохранилось на начало XXI века, в советское время в нём располагалась школа. Также сохранились одноэтажный дом для служащих и служебно-хозяйственные постройки, датируемые концом XIX века. Сохранилась система аллей регулярного парка. Пейзажному парку, площадь которого составляет 3 га, в 1991 году был присвоен статус регионального памятника природы. Располагавшиеся в нём два больших здания утрачены, сохранились их фундаменты.
При И. П. Мятлеве в Галкино было хорошо налаженное сельское хозяйство, но основной доход приносило лесоводство. В конце XIX века на близлежащих прудах были построены две мельницы для помола муки.
В Галкино имелась земская больница, располагавшаяся с последней четверти XIX века в одноэтажном кирпичном здании. С марта 1898 по декабрь 1901 земским врачом в деревне был Александр Пришвин — брат писателя Михаила Пришвина, после Галкино он служил в земской больнице в Лебедяни. До конца XX века здание земской больницы использовалось в медицинских целях, с начала XXI века превращено во временное жильё.
Первая церковь в Галкино была деревянной, её построил Василий Чернышёв. Датировка каменной церкви Николая Чудотворца разнится от источника к источнику. По одним данным была построена в 1700 году, по другим — во второй четверти XVIII века (1745 год). Имеются сведения о просьбе разрешить строительство новой церкви В. Е. Чернышева и совладельцев усадьбы И.П. и П. Л. Бобрищевых-Пушкиных от 1707 года. В 1722 году Г. П. Чернышёв просит свести в одну Никольскую церковь в Галкино и Архангельскую в Костино. В 1746 году Василий Чернышёв также подаёт прошение в Синод о переводе костинской церкви в Галкино. Клировые ведомости 1916 года дают следующее описание церкви: «каменная, тёплая, с деревянными сводами, колокольней каменной, обнесена каменною оградою, крепка». Храм являл собой скромную усадебную церковь в стиле барокко. Перед Великой Отечественной войной церковь была закрыта и переделана под хозяйственные нужды колхоза. До 1992 года постройка служила складом газовых баллонов. Колокольня и четверик не сохранились, уцелевшая трапезная сильно изменена (кирпичные стены частично расположены под крытой шифером крышей).